# Paya Rahat
Paya Rahat is een bestuurslaag in het regentschap Aceh Tamiang van de provincie Atjeh, Indonesië. Paya Rahat telt 1251 inwoners (volkstelling 2010).